# Propalticus ryukyuensis
Propalticus ryukyuensis is een keversoort uit de familie Propalticidae. De wetenschappelijke naam van de soort is voor het eerst geldig gepubliceerd in 1964 door Kamiya.